# سبيد تست
سبيد تست (بالإنجليزية: Speedtest.net) هي خدمة ويب تُوفّرُ تحليلًا مجانيًا لمقاييس أداء الاتصال بالإنترنت، مثل معدل بيانات الاتصال وفترة الانتظار. يعتبر المنتج الرئيسي لشركة أوكلا (بالإنجليزية: Ookla)، وهي شركة لاختبار الويب وتشخيص الشبكات تأسست عام 2006، ومقرها في سياتل بالولايات المتحدة.
تقيس الخدمة سرعة نقل البيانات (السرعة) والكمون (تأخير الاتصال) للاتصال بالإنترنت مقابل واحد من حوالي 8000 خادم مشتت جغرافيًا (اعتبارًا من نوفمبر 2019). يقيس كل اختبار معدل البيانات لاتجاه التحميل، أي من الخادم إلى كمبيوتر المستخدم، ومعدل بيانات الرفع، أي من كمبيوتر المستخدم إلى الخادم. يتم إجراء الاختبارات داخل متصفح الويب الخاص بالمستخدم أو داخل التطبيقات. اعتبارًا من سبتمبر 2018، تم الانتهاء من أكثر من 21 مليار اختبار سرعة.
تم إجراء الاختبارات مسبقًا باستخدام بروتوكول نقل النص الفائق (HTTP) في الطبقة 7 من نموذج الربط البيني للأنظمة المفتوحة. لزيادة تحسين الدقة، يجري الموقع الآن اختبارات عبر مآخذ توصيل بروتوكول التحكم بالنقل (TCP)، ويستخدم بروتوكولًا مخصصًا للاتصال بين الخوادم والعملاء.
يقدم الموقع أيضًا إحصائيات مفصلة بناءً على نتائج الاختبار. تم استخدام هذه البيانات في العديد من المنشورات في تحليل معدلات الوصول إلى الإنترنت حول العالم.

## التاريخ
تم تأسيس الموقع في عام 2006، من قبل الشركاء مايك أبغار ودوغ ساتلز. اقترح ساتلز اسم أوكلا (Ookla) لأنه كان يمتلك اسم نطاق (Ookla.com) تكريما لقطّته الأليفة، والتي سميت بدورها باسم شخصية في المسلسل التلفزيوني «ثاندر البربري» (بالإنجليزية: Thundarr the Barbarian).
اعتبارًا من عام 2011، استحوذت أوكلا على 80 ٪ من حصة السوق، وكانت واحدة من أكثر 1000 موقع شهرة. في ذلك الوقت، استمدت أوكلا إيراداتها بشكل أساسي من الرسوم التي تدفعها الشركات لترخيص اختبار السرعة المخصص، وبرامج الاختبار الخاصة. وبحسب ما ورد، فقد شمل العملاء شركات إعلامية مثل سي إن إن ووالت ديزني، ومزودي خدمات الاتصالات مثل إيه تي آند تي وفيرايزون وسينشري لينك.
سنة 2014، استحوذت شركة زيف ديفيس على أوكلا.

### عمليات الاستحواذ
| تاريخ الاستحواذ | الشركة           | البلد            | القيمة (دولار أمريكي) | مراجع  |
| --------------- | ---------------- | ---------------- | --------------------- | ------ |
| 19 يونيو 2018   | Mosaik Solutions | الولايات المتحدة |                       | [ 9 ]  |
| 9 أغسطس 2018    | Downdetector     | هولندا           |                       | [ 10 ] |
| 10 أكتوبر 2018  | Ekahau           | فنلندا           |                       | [ 11 ] |

## التقنية
تشبه تقنية سبيد تست تلك الخاصة بـ(Ookla NetGauge)، والتي يتم توفيرها لمجموعة واسعة من الشركات والمؤسسات على أساس مرخص. كان سبيد تست ميني إصدارًا مجانيًا من تقنية اختبار السرعة المستخدمة في سبيد تست، والتي يمكن للمستخدمين تشغيلها على خوادم الويب الخاصة بهم، ولكن إستبدلت في عام 2016 بـسبيد تست المُخصّص وهي أداة تستند إلى إتش تي إم إل 5.

## بيانات سبيد تست

### تقارير السوق
في عام 2016، بدأت سبيد تست في إصدار تقارير السوق لمختلف البلدان والمدن، حيث قدّمت إحصاءات أولية بشأن سرعات التنزيل والتحميل للعام الماضي لمزودي خدمة الإنترنت وشركات الاتصالات المتنقلة. كما يتضمن أيضًا تحليلًا لمزود خدمة الإنترنت الحالي والأسواق المتنقلة للبلد المعني والأعطال حسب المنطقة والمدينة. يتم تصنيف مزودي خدمات الإنترنت وشركات الجوال حسب أدائهم الجغرافي.
| السنة | البلد            | متوسط تحميل مزود خدمة الإنترنت | متوسط رفع مزود خدمة الإنترنت | متوسط تحميل المحمول | متوسط رفع الجوال   | أسرع نقاط سرعة مزود خدمة الإنترنت | أسرع نتيجة سرعة الناقل    |
| ----- | ---------------- | ------------------------------ | ---------------------------- | ------------------- | ------------------ | --------------------------------- | ------------------------- |
| 2017  | كندا             | 59.67 ميغابت/ثانية             | 18.55 ميغابت/ثانية           | 35.19 ميغابت/ثانية  | 10.29 ميغابت/ثانية | روجرز للإتصالات (80.02)           | تليوس (42.16)             |
| 2017  | الولايات المتحدة | 64.17 ميغابت/ثانية             | 22.79 ميغابت/ثانية           | 22.69 ميغابت/ثانية  | 8.51 ميغابت/ثانية  | إكس فينيتي (69.58)                | تي موبايل (23.17)         |
| 2018  | السعودية         | 21.66 ميغابت/ثانية             | 9.25 ميغابت/ثانية            | 17.71 ميغابت/ثانية  | 10.64 ميغابت/ثانية | موبايلي (17.81)                   | إس تي سي السعودية (20.66) |

## وصلات خارجية
- الموقع الرسمي